# Międzyzakładowy Robotniczy Komitet „Solidarności”
Międzyzakładowy Robotniczy Komitet „Solidarności” (MRK „S”) – struktura podziemna zawiązana 24 kwietnia 1982 r. w wyniku połączenia Międzyzakładowego Robotniczego Komitetu Samoobrony Społecznej (MRKSS) wydającego pismo „Głos Wolnego Robotnika” i Porozumienia Ciąg Dalszy Nastąpi (CDN) wydającego pismo „CDN”.
MRK „S” objął od początku istnienia 63 mazowieckie zakłady pracy. MRKSS powstał z rozszerzenia komitetu hutników, utworzonego po wprowadzeniu stanu wojennego przy współudziale Zbigniewa Romaszewskiego. Rodowód powstałego na początku marca 1982 r. Porozumienia CDN (40 zakładów) był raczej inteligencki. Jego trzon tworzyli dziennikarze z pisma „NTO”, a organizatorem grupy i jej najaktywniejszym działaczem był ukrywający się Adam Borowski („Zbyszek”) z Miejskiego Przedsiębiorstwa Robót Elektrycznych.

## Początki i Struktura MRK „S”
Struktura MRK „S” była oparta na systemie piątkowym. W skład pierwszej piątki, czyli najwyższego gremium konsultacyjnego, wchodzili:
- Roman Bielański („Władek”) z ZM „Ursus”
- Bogusław Gołębiowski („Grzegorz”) z Polskich Zakładów Optycznych
- Edward Mizikowski („Mały Andrzej”, „Kudłaty”) z Huty Warszawa (w listopadzie 1982 r. jego funkcję przejął Wacław Skudniewski „Kazik”)
- Edward Piotrowski („Wojtek”) (zarejestrowany w czerwcu 1980 r. jako TW Komandos) z ZM im. Marcelego Nowotki
- Jerzy Bogumił z Centrum Naukowo-Produkcyjnego Materiałów Elektronicznych.

Każdy z członków tej pierwszej piątki pozostawał w łączności z pięcioma zakładami niższego szczebla. Podczas posiedzeń piątek wymieniano informacje, przekazywano pieniądze, podejmowano decyzje i koordynowano działania.
Organizatorem i szefem służb wykonawczych (tzw. grup specjalnych) był Adam Borowski.
W redakcji pisma „CDN – Głos Wolnego Robotnika”, którego pierwszy numer ukazał się 24 maja, pracowali:
- Andrzej Machalski („Korczak”, „Andrzej”) z żoną Anną Jaworską
- Tadeusz Wypych („Szymon”)
- Krzysztof Wolicki („Julek”)
- Marek Rapacki („Kamil Wiliński”, „Bronek”)
- Waldemar Maszenda.

Za kolportaż i transport byli odpowiedzialni:
- Grzegorz Gampel („Krzysztof”)
- Witold Byczyński („Konrad”)
- Mirosław Radzikowski („Mirek”)
- Wojciech Borkowski.

Pieczę nad finansami sprawował Mieczysław Nowak („Ryszard”), zaopatrzeniem zajmowała się Lidia Stobbe, a na czele tzw. biura stała Elżbieta Stobbe. Poligrafią kierował Jacek Chmaj („Jacek”). Łączniczkami były Ludwika Hintz („Katarzyna”), Barbara Czarnecka („Julia”) i Laura Sysiak-Koba.
Grupy specjalne piętnowały zakładowych „kolaborantów”, np. „zasmradzając” im mieszkania, rozbijając lub uszkadzając samochody, rozrzucały ulotki i rozwieszały w widocznych punktach miasta związkowe transparenty. MRK „S” zorganizował w Warszawie 1 maja 1982 r. niezależną manifestację (według niezależnych danych wzięło w niej udział ponad 10 tys. osób), a 31 maja 1982 r. wmurował na pl. Zwycięstwa (dziś pl. marsz. Józefa Piłsudskiego) pamiątkową tablicę ku czci górników poległych w KWK „Wujek”. Ponadto MRK „S” udzielał wsparcia Zofii i Zbigniewowi Romaszewskim w nagrywaniu i emisjach Radia Solidarność. Najbardziej spektakularną akcją MRK „S” było uwolnienie 7 czerwca 1982 r. postrzelonego przez ZOMO drukarza wydawnictwa NOWA Jana Narożniaka, bohatera kryzysu w stosunkach „Solidarności” i władzami w listopadzie 1980 r.

## Rozbicie pierwszego MRK „S” przez SB
Rozbicie MRK „S” przez SB przypisać należy działalności agenta SB Sławomira Miastowskiego, penetrującego warszawskie podziemie co najmniej od początku kwietnia 1982 r. Wniknął on do grup specjalnych z jednego z podległych MRK „S” zakładów, doprowadzając do faktycznego unieszkodliwienia siatki, co miało niebagatelne znaczenie wobec determinacji MRK „S” w organizacji przygotowań do wielkich demonstracji w Warszawie 31 sierpnia 1982 r. Przy okazji ostatniego w sierpniu spotkania pierwszej piątki SB aresztowała Zbigniewa Romaszewskiego. Proces 9 osób z kierownictwa MRK „S” trwał od 21 marca do 19 maja 1983 r. A. Borowskiego skazano na 3,5 roku więzienia (w sierpniu Sąd Najwyższy podwyższył wyrok do 6 lat, a po zastosowaniu amnestii z lipca 1983 r. zmniejszył karę o połowę), W. Skudniewskiego na 1,5 roku, pozostałych (A. Machalskiego, R. Bielańskiego, J. Bogumiła, B. Gołębiewskiego i G. Gampla) na 2 lata pozbawienia wolności. R. Nowak i Elżbieta Stobbe otrzymali wyroki w zawieszeniu.
Przygotowywany był również drugi proces członków MRK „S”, w którym było oskarżonych 12 osób. Jedną z przyczyn podziału na dwa procesy była możliwość wykorzystania wyjaśnień oskarżonych w obydwu procesach jako zeznań świadków w drugim procesie. Do drugiego procesu nie doszło z powodu zastosowania w stosunku do oskarżonych amnestii.

## MRK „S” po procesach
Nienaruszony przetrwał pion prasowy. Na początku 1983 r. udało się pokonać trudności wydawnicze i tygodnik „CDN – Głos Wolnego Robotnika” zaczął ponownie wychodzić w miarę regularnie, choć nie był już drukowany na offsecie i nie w tak dużym jak na początku nakładzie. Systemu piątkowego nie odtworzono, a związki z zakładami, choć nadal szerokie, ograniczyły się przede wszystkim do przekazywania pisma i zwrotnego przekazywania zebranych składek. Tym, co uchroniło MRK „S” przed marginalizacją, było włączenie się pod koniec sierpnia 1982 r. FSO (reprezentowanego przez Jerzego Dynera). Stopniowo udawało się przełamać środowiskowy ostracyzm otaczający MRK „S” w warszawskim podziemiu po sprawie S. Miastowskiego. Nieformalne kierownictwo struktury od lata 1983 r. stanowili E. Mizikowski, J. Dyner, M. Rapacki i J. Bogumił. Dzieje MRK „S” stają się od tej chwili bardziej dziejami tygodnika.
W 1983 r. do redakcji dołączył Jerzy Kłosiński („Z. Zyg.”), rok później Jerzy Pawlas („Krystyn Marzecki”, „Mariusz Krzycki”), po nim Hanna Hartwig („Halszka”). Ważną rolę odgrywał Andrzej Krajewski („Ajax”). Od 1985 r. w posiedzeniach redakcji brał znów udział Machalski. Stabilne możliwości druku uzyskano dzięki Krystynie Łabuńskiej-Święcickiej, doktorantce z PAN. Drukiem (do 247. numeru włącznie) zajmowali się teraz najpierw Jerzy Bal, a przez kilka następnych lat Elżbieta Gomulińska i Marek Chudzicki z wydawnictwa Arkady oraz Ewa Jarzębowska z Politechniki Warszawskiej (stale udoskonalaną techniką sitodruku). Kolportażem kierował Maciej Jurkowski przy współpracy Janusza Kowzana. Tygodnik stopniowo zwiększał objętość (do czterech kolumn A4) i nakład (do ok. 5 tys.). Rozchodził się także poza stolicą.
Z pismem współpracowało wielu publicystów: Leon Bójko, Ryszard Bugaj, Wanda Falkowska („Jeremi Jesion”, „Adam Brodycz”), Dariusz Fikus („Feliks Stanisławski”), Konstanty Gebert („Dawid Warszawski”), Jan Korycki („Jan Kalemba”), Ernest Skalski („Adam Uważny”), Adam Strug, Włodzimierz Wowczuk. Waldemar Maszenda publikował jako „Jan Uważny”, Krzysztof Czabański pod własnym nazwiskiem.
Przez lata podziemnej działalności udawało się utrzymać legendę o prężnej, niepokornej, radykalnej strukturze, zdystansowanej wobec RKW. Podtrzymywaniu mitu służyło np. opublikowanie „Poradnika polskiego demonstranta – zwolennika oporu czynnego” (sierpień 1983 r.) oraz wydrukowanie dwóch edycji tygodnika na odwrocie obwieszczenia o wprowadzeniu stanu wojennego (przełom 1983 i 1984 r.). W 1984 r. MRK „S” współorganizował pochód pierwszomajowy na wiodącej do huty ulicy Jana Kasprowicza w Warszawie. 31 sierpnia 1985 r. przy współudziale grupy technicznej RKW przeprowadził akcję nagłośnienia placu Komuny Paryskiej (obecnie plac Wilsona), nadając rocznicową audycję podziemnego radia. Do zbliżenia z RKW i Tygodnikiem Mazowsze jednak nie doszło, a wzajemne stosunki były napięte, co przejawiało się w różny sposób. Zbigniew Bujak na łamach podziemnej prasy, negatywnie ocenił niemały wkład MRK „S” w akcję liczenia frekwencji w wyborach w 1984 r.; innym razem RKW na łamach „Tygodnika Mazowsze” ostro zaprotestował, gdy „CDN – Głos Wolnego Robotnika” w listopadzie 1985 r. napiętnował Mariana Kotarskiego jako współpracownika SB, wprowadzonego przez S. Miastowskiego; w tym czasie M. Kotarski był najbliższym współpracownikiem Teodora Klincewicza, szefa Grup Oporu „Solidarni” RKW Mazowsze NSZZ „Solidarność”, pracujących na potrzeby RKW Mazowsze.

## Współpraca i konflikty z innymi strukturami „Solidarności”
Kardynalnym zarzutem ze strony MRK „S” był brak pomocy regionu w uzyskaniu sprzętu poligraficznego. Największe oburzenie wśród grup związanych z MRK „S” wywołało oświadczenie RKW z 16 grudnia 1987 r., wydane z okazji 6. rocznicy wprowadzenia stanu wojennego, odebrane jako deklaracja niewiary w sensowność dalszego podtrzymywania „Solidarności”.
Szczególnie owocna i długotrwała była współpraca MRK „S” z Międzyzakładowym Komitetem Koordynacyjnym i wydawanym przez nim pismem „Wola”. Od 1985 r. Marek Rapacki dość regularnie spotykał się z kierownictwem MKK, m.in. z Ewą Choromańską i Michałem Bonim („Tomaszem Litwinem”).
W 1985 r. został nawiązany kontakt z wrocławską „Solidarnością Walczącą” i jej przywódcą Kornelem Morawieckim. Z MRK „S” kontaktowali się również Anna Walentynowicz oraz Joanna i Andrzej Gwiazdowie. Od 1985 r. współpracowała z MRK „S” (w zakresie kolportażu) Grupa Polityczna „Robotnik” Piotra Ikonowicza, wydająca dwutygodnik „Robotnik”.

## Ponowne aresztowania
Zatrzymanie Krzysztofa Wolfa z bibułą na dworcu w Częstochowie we wrześniu 1987 r. nadało MRK „S” nowy impuls do działania. Wolf został aresztowany i oskarżony o pobicie milicjanta. Redakcja „CDN – Głosu Wolnego Robotnika” rozpoczęła walkę o aresztowanego, dzięki czemu stał się on jednym z bardziej znanych więźniów politycznych tego okresu. Mizikowski urządzał spektakularne akcje w jego obronie (tzw. rusztingi).
22 sierpnia 1988 r. K. Wolf oraz E. Mizikowski weszli na teren Huty Warszawa i pociągnęli do strajku część załogi. Miesiąc później obaj należeli do grupy zakładającej tamtejszy komitet założycielski „S”. Na fali popularności obaj działacze przejęli w październiku 1988 r. „CDN – Głos Wolnego Robotnika”, „zwalniając” w bezprecedensowy sposób jego dotychczasową redakcję i ogłaszając się jawnym kierownictwem MRK „S” (w jego składzie znalazły się osoby wcześniej mało znane). Od 248. numeru (listopad 1988 r.) zespół ten wydawał pismo samodzielnie, ostro krytykując kierownictwo regionu w osobie Zbigniewa Bujaka i kurs na porozumienie z komunistami. Wysuwano hasło wolnych wyborów do instancji związkowych wszystkich szczebli. Ostateczny rozbrat z „wałęsowskim” nurtem warszawskiej „Solidarności” nastąpił w lutym 1989 r., a delegaci MRK „S” złożyli trzy uzyskane w wyniku kompromisu mandaty do nowo wybranej Regionalnej Komisji Wykonawczej NSZZ „Solidarność” Region Mazowsze. Tygodnik, kontestujący zasadniczy kierunek przemian i porozumienie okrągłego stołu, wychodził do 1990 roku.